# Psila nartschukae
Psila nartschukae är en tvåvingeart som beskrevs av Shatalkin 1986. Psila nartschukae ingår i släktet Psila och familjen rotflugor. Inga underarter finns listade i Catalogue of Life.